# Polskie Stowarzyszenie Pielęgniarek Zawodowych
Polskie Stowarzyszenie Pielęgniarek Zawodowych – pierwsza polska organizacja zawodowa pielęgniarek działająca w latach 1925–1957.

## Historia
W 1924 roku z inicjatywy Helen Bridge i pierwszych absolwentek szkół pielęgniarskich rozpoczęły się działania zmierzające do powstania PSPZ. Stowarzyszenie oficjalnie zaczęło funkcjonować od 3 kwietnia 1925 roku. Pełniło ono funkcję związku zawodowego i stowarzyszenia. Zajmowało się ustalaniem wymagań dla przyszłych pielęgniarek, opracowywaniem ustaw, dokształcaniem, pilnowaniem poziomu etycznego tej grupy zawodowej oraz podnoszeniem rangi wykonywanego zawodu.
W 1925 roku odbył się I Zjazd PSPZ, na którym został powołany Zarząd oraz zatwierdzony statut i regulamin. Na przewodnicząca wybrano Zofię Komorską-Barnet.
W sierpniu 1925 roku w Helsinkach odbył się Kongres Międzynarodowej Rady Pielęgniarek, na którym przyjęto PSPZ w poczet jej członków.
W 1926 roku miał miejsce II Zjazd PSPZ. Na przewodniczącą wybrano wówczas Helenę Nagórską. W zjeździe uczestniczyły również absolwentki nowo powstałej szkoły pielęgniarskiej na Czystem w Warszawie.
W 1931 roku PSPZ i Referat Pielęgniarstwa MSW zorganizowały pierwszy doskonalący kurs pielęgniarstwa.
Natomiast w lutym 1935 roku Sejm zatwierdził Ustawę o pielęgniarstwie (Dz.U. z 1936 r. nr 27, poz. 199), która obowiązywała do 1996 roku. Prace nad nią prowadzono od 1928 roku, a brały w nich udział: Maria Babicka-Zachertowa, Helena Nagórska, Zofia Zawadzka-Leśniewska i dr Czesław Wroczyński.
W 1938 PSPZ przyczyniło się do wydania pierwszych podręczników dotyczących pielęgniarstwa:
- Teresa Kulczyńska „Zabiegi pielęgniarskie”
- Jan Fenczyn „Podręcznik pielęgnowania chorych w chorobach wewnętrznych”

Opublikowano także artykuły takie jak: wskazówki dotyczące pracy pielęgniarki społecznej, szkolnictwa pielęgniarskiego i rozwoju nowoczesnego pielęgniarstwa.
W 1938 roku na Zjeździe PSPZ zatwierdzono nowy statut. Zawierał on zapis umożliwiający tworzenie kół terenowych.
W tym samym roku absolwentkom pielęgniarstwa, które ukończyły szkoły umieszczone w wykazie zakładów naukowych przyznano prawo głosowania w wyborach do Senatu. Gest ten uczyniono w uznaniu dla wiedzy i postaw obywatelskich pielęgniarek. Szkoły, które znalazły się w wykazie to:
- Warszawska Szkoła Pielęgniarstwa
- Szkoła Pielęgniarstwa przy ul. Dworskiej 17 w Warszawie
- Szkoła Pielęgniarstwa PCK w Warszawie
- Uniwersytecka Szkoła Pielęgniarek i Higienistek w Krakowie
- Szkoła Pielęgniarstwa PCK w Poznaniu
- Szkoła przy Szpitalu Powszechnym we Lwowie

W latach 1939–1945 zawieszono działalność Polskiego Stowarzyszenia Pielęgniarek Zawodowych.
Podczas II wojny światowej pielęgniarki pomagały powstańcom, ludności cywilnej i współwięźniom obozów koncentracyjnych. Podczas działań wojennych poległo ok. 6000 pielęgniarek (30%).
Po wojnie władze uznały, że powołanie Związku Zawodowego Pracowników Służby Zdrowia (ZZ PSZ) jest wystarczające dla reprezentacji tej grupy zawodowej i ponowne utworzenie PSPZ uznały za zbędne.
W 1956 roku z powodu zmian politycznych podjęto kolejne próby utworzenia PSPZ. W rezultacie powstało Polskie Towarzystwo Pielęgniarskie (PTP), które kontynuowało idee Polskiego Stowarzyszenia Pielęgniarek Zawodowych.